# Modelo de Egli
El modelo de Egli es un modelo de propagación de radiofrecuencias.
Las transmisiones de radio en el rango de frecuencias VHF y UHF sobre áreas de terreno irregular, dan lugar a que el terreno abarque zonas con edificaciones y vegetación lo que conllevaría a presentar efectos en la propagación de ondas frente a factores tales como la distancia, frecuencia, altura del transmisor, altura del receptor, entre otros; por lo que hacia el año de 1957 John Egli realizó una serie de medidas en frecuencias entre 90 y 1000 MHz en las que experimentó, determinó y aplicó un factor de corrección β, dicho factor es incluido para registrar el exceso de pérdidas, está en función de la irregularidad del terreno sin obstrucciones vegetativas de por medio, no tiene en cuenta las pérdidas por  difracción y es hallado por medio de métodos empíricos, es decir, está basado en la experimentación

## Formulación
La formulación con la que el autor desarrolla su método se basa en la expresión de intensidad de campo de tierra del plano teórico que viene dada por:
{\displaystyle E={\frac {h_{t}h_{r}f}{95d^{2}}}{\sqrt {P_{t}}}}
dónde:
{\displaystyle E}:intensidad de campo en microvoltios por metro.
{\displaystyle h_{t}}:altura de la antena transmisora en pies.
{\displaystyle h_{r}}:altura de la antena receptora en pies.
{\displaystyle f}:frecuencia de transmisión en megahercios.
{\displaystyle d}:distancia del transmisor en millas.
{\displaystyle P_{t}}:potencia radiada efectiva en vatios.
Por lo tanto, teniendo en cuenta la expresión, los datos de intensidad de campo obtenidos sobre terreno irregular se compararon con base al modelo de tierra plana y modelo de tierra curva y señalan que a una distancia entre 30 a 40 millas la tendencia al cuadrado de distancia inversa para el modelo de tierra plana será mejor que para el modelo de tierra curva, para antenas de baja altura. Sin embargo, para distancias mayores a 40 millas los datos son bastantes escasos y por ello el campo medio a una frecuencia dada puede describirse por la intensidad de campo teórico de tierra plana, menos la desviación media del mismo, es decir, menos el factor de terreno o factor de corrección.  Donde, la intensidad de campo media es{\displaystyle E_{50}}.
{\displaystyle E_{50}={\frac {40h_{t}h_{r}}{95d^{2}}}{\sqrt {P_{t}}}}
El plano teórico de la tierra recibe potencia entre dipolos de media onda como se describe a continuación en {\displaystyle P_{r}} y es independiente de la frecuencia:
{\displaystyle P_{r}=0.345{\Big (}{\frac {h_{t}h_{r}}{d^{2}}}{\Big )}^{2}{P_{t}}\times 10^{-14}}
Aplicando la variación de la ley de potencia con frecuencia para la desviación media del campo teórico de tierra plana, se deduce empíricamente la ecuación que se describe a continuación por {\displaystyle P_{50}}.
{\displaystyle P_{50}=0.345{\Big (}{\frac {h_{t}h_{r}}{d^{2}}}{\Big )}^{2}{\Big (}{\frac {40}{f}}{\Big )}^{2}{P_{t}}\times 10^{-14}}
Por lo tanto, las ecuaciones que describen   {\displaystyle E_{50}} y {\displaystyle P_{50}} evidencian que, al interponer las características del terreno, principalmente la dependencia de la frecuencia junto a la intensidad del campo y la potencia recibida por encima de 40 MHz sobre la tierra plana; la intensidad de campo teórica recibida sobre la tierra plana aumenta con la frecuencia, la media de la intensidad de campo obtenida por encima de 40 MHz sobre terreno irregular es independiente de la frecuencia, y mientras que la potencia teórica recibida entre antenas dipolo de media onda es totalmente independiente de la frecuencia, en terreno irregular la media de la potencia obtenida por encima de 40 MHz varía inversamente según la frecuencia al cuadrado
Asimismo, se determina que las pérdidas de trayectoria dependen de la frecuencia y la naturaleza del terreno, así que se hace necesaria la introducción del factor de corrección. Por lo que las pérdidas se basan en {\displaystyle L_{50}} donde: 
{\displaystyle G_{b}} es la ganancia de la estación base. 
{\displaystyle G_{m}} ganancia de la estación móvil. 
{\displaystyle h_{b}} altura de la estación base. 
{\displaystyle h_{m}} altura de la estación móvil. 
{\displaystyle d} distancia.
β es el factor de corrección.
{\displaystyle L_{50}=G_{b}G_{m}{\Big (}{\frac {h_{b}h_{m}}{d^{2}}}{\Big )}^{2}}
{\displaystyle \beta ={\Big (}{\frac {40}{f}}{\Big )}^{2}} (f en MHz)

## Aplicación
El modelo de Egli es aplicado tomando como referencia el “Análisis comparativo de los modelos de predicción de pérdidas de trayectoria para entornos urbanos macrocelulares”, en donde la pérdida de trayectoria se define como la diferencia (en dB) entre potencia transmitida efectiva y la potencia recibida, y puede incluir o no el efecto de las ganancias de antena o puede estar influenciada por otro tipo de factores como vegetación y /o el medio de propagación, este estudio es realizado en una estación base Visafone ubicada en Uyo, Nigeria. En donde se tiene una frecuencia de operación de alrededor de 900MHz y se requiere determinar las pérdidas de trayectoria según el modelo empírico de Egli, por lo que debe ser aplicable para un terreno irregular. Sin embargo, este modelo no tendrá en cuenta las pérdidas si hay obstrucciones vegetativas. El problema planteado es el siguiente:
- Un sistema celular de 900 MHz opera en una ciudad urbana desde una estación base con altura de 100 m, una estación móvil instalada en un vehículo, la cual tiene una altura de antena de 2 m, ganancia unitaria para antena de estación móvil y ganancia unitaria para antena de estación base. La estación base y las antenas móviles son isotrópicas. Determinar las pérdidas de trayectoria aplicando el modelo de Egli, variando la distancia entre la estación móvil y la estación base entre 1 km y 8 km.

Elemento de lista de viñetas
Las pérdidas de trayectoria {\displaystyle L_{50}} se calculan mediante:
{\displaystyle L_{50}=G_{b}G_{m}{\Big (}{\frac {h_{b}h_{m}}{d^{2}}}{\Big )}^{2}{\Big (}{\frac {40}{f}}{\Big )}^{2}}
{\displaystyle L_{50}=(1)(1){\Big (}{\frac {100*2}{1000^{2}}}{\Big )}^{2}{\Big (}{\frac {40}{900}}{\Big )}^{2}=0.07901*10^{-9}=101.02dB}
Haciendo los cálculos de pérdidas  {\displaystyle L_{50}} para distancias entre 1 y 5 km, se obtiene la siguiente tabla:
| Distancia (km) | {\displaystyle L_{50}} (dB) |
| 1              | 101.02 dB                   |
| 2              | 113.06 dB                   |
| 3              | 120.10 dB                   |
| 4              | 125.10 dB                   |
| 5              | 129 dB                      |

Graficando esta tabla se observa que a medida que aumenta la distancia consecuentemente aumentarán las pérdidas:

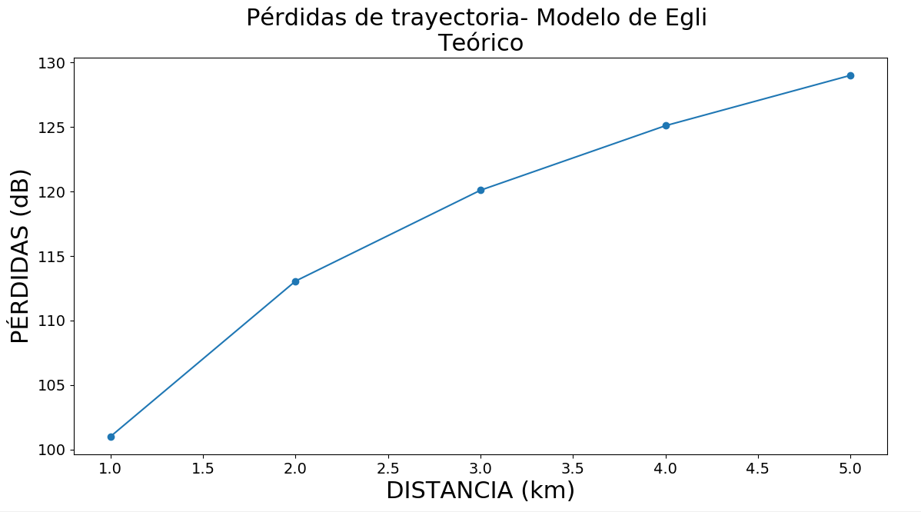
Pérdidas de trayectoria-Teórico

Posteriormente, de la referencia se obtienen las mediciones reales de este estudio en donde se emplean los mismos parámetros para ganancia, altura de la estación móvil y la estación base. Sin embargo, en cuanto a la frecuencia, el dato real de operación es de 870.52 MHz. Las pruebas fueron realizadas a distancias que van desde 1 km hasta 5 km en donde se obtuvieron los siguientes datos.
Datos medidos:
| Distancia (km) | Medidas obtenidas en dB |
| -------------- | ----------------------- |
| 1              | 125.71 dB               |
| 2              | 132.50 dB               |
| 3              | 136.63 dB               |
| 4              | 140.02 dB               |
| 5              | 145.81 dB               |

Graficando esta tabla se observa que de igual forma que los datos teóricos a medida que aumenta la distancia consecuentemente aumentarán las pérdidas:

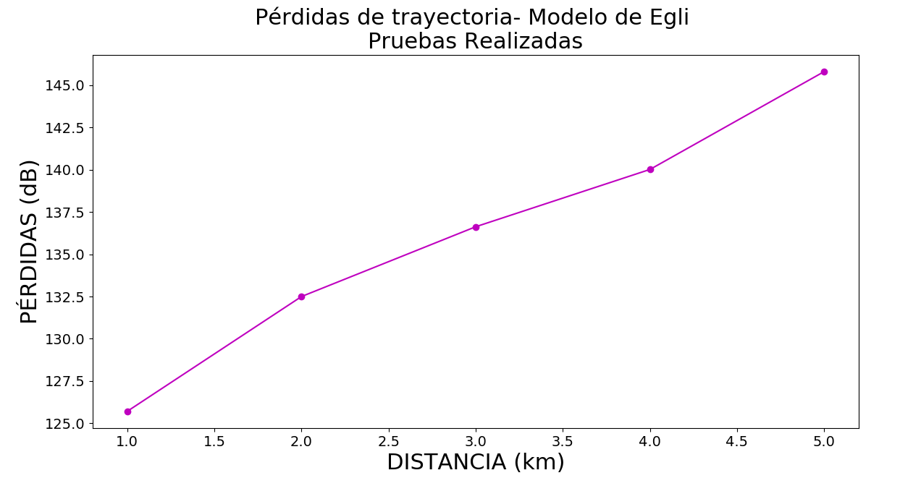
Pérdidas de trayectoria- Pruebas realizadas

Por lo tanto, se puede analizar que hay un rango de error elevado entre las pérdidas de trayectoria aplicando el modelo de Egli y las mediciones en el entorno real, en consecuencia, no es un modelo de propagación en terreno irregular que presente exactitud en sus resultados. 

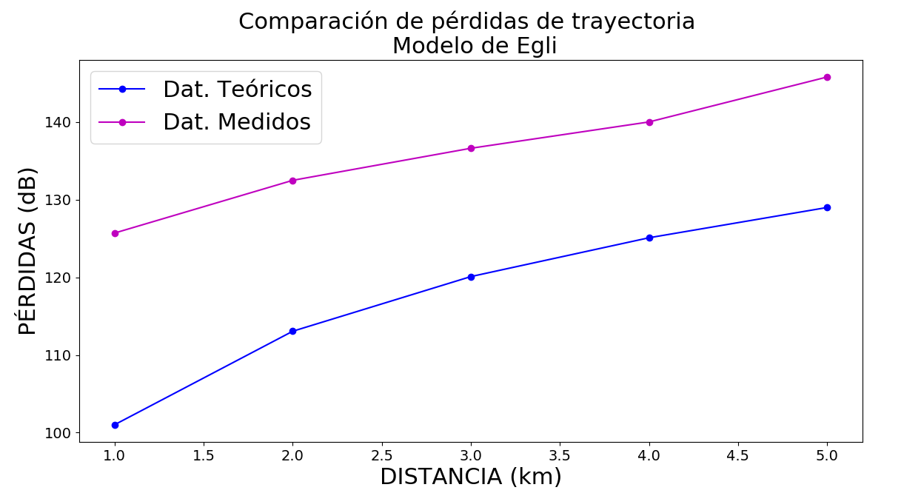
. Comparación de pérdidas de trayectoria- Modelo de Egli

- Datos: Q5348058